# Dumontita
La dumontita és un mineral de la classe dels fosfats. Anomenada en honor d'André Dumont, geòleg belga; va fer 90.000 km a peu i a cavall per a publicar el mapa geològic de Bèlgica a escala 1:160.000; també va rebre la Medalla Wollaston l'any 1840.

## Classificació
Segons la classificació de Nickel-Strunz, la dumontita pertany a «08.EC: Uranil fosfats i arsenats, amb relació UO₂:RO₄ = 3:2» juntament amb els següents minerals: françoisita-(Nd), phuralumita, upalita, françoisita-(Ce), dewindtita, kivuïta, fosfuranilita, yingjiangita, arsenuranilita, hügelita, metavanmeersscheïta, vanmeersscheïta, arsenovanmeersscheïta, althupita, mundita, phurcalita i bergenita.

## Característiques
La dumontita és un fosfat de fórmula química Pb₂(UO₂)₃(PO₄)₂(OH)₄·3H₂O. Cristal·litza en el sistema monoclínic.

## Formació i jaciments
Es forma com a mineral secundari de plom i urani. S'ha trobar associada a torbernita a la seva localitat tipus. Ha estat descrita a Austràlia, Àustria, el Congo, França, Alemanya, Itàlia, Eslovènia, Tadjikistan i els Estats Units.